# De Aarde (George Grard)
De Aarde is een bronzen beeldhouwwerk van de Belgische beeldhouwer George Grard (Doornik 1901- Koksijde 1984) uit 1959 - 1960. Het werk behoort tot de collectie van het Koninklijk Museum voor Schone Kunsten Antwerpen, waar het inventarisnummer 2953 draagt.

## Context
De naakte vrouwenvorm lijkt wel een obsessie voor de beeldhouwer George Grard (1901-1984), die het thema in verschillende houdingen decennialang steeds weer opnieuw uitwerkte. De vrouw is niet alleen het middelpunt van zijn artistieke universum, maar door haar ziet de kunstenaar ook de wereld. De vrouw staat symbool voor de ongerepte natuur waartoe Grard zich zo aangetrokken voelde. Zijn titels verwijzen dan ook vaak naar ruimere inhouden dan wat de figuur letterlijk voorstelt, in dit geval De Aarde. Zelf zegt hij hierover: “Voor een staande figuur durf ik nu denken aan een boom, voor een ineengebogen vorm aan een berg en voor een liggende figuur aan het water. (…) Ik wil het verband uitdrukken tussen al wat is, ik wil uitdrukken dat al wat is, deel uitmaakt van een zelfde grote familie. Ik wil zeggen hoezeer de beeldhouwkunst dat alles kan uitdrukken in haar zwijgzame taal.” De liggende figuur in dit werk drukt dus haar verbondenheid met de aarde uit. Ze ligt volkomen op haar gemak neergevlijd op de grond, en lijkt haar lichaam ongegeneerd uit te strekken op een spontane en natuurlijke manier.

## Beschrijving
In De Aarde zien we een naakte vrouwelijke figuur, ditmaal in een horizontale houding op de grond gelegen. Ze ligt op haar zij met gekruiste armen die haar gezicht aan de toeschouwer onttrekken. Eén been ligt geplooid op de grond terwijl het andere ongecomplexeerd naar boven toe gericht is en met de ene voet op de andere rust, waardoor de ruimte tussenin een driehoek vormt. Alle vormen zijn hier opgenomen in één vloeiende en stromende beweging. Er valt hier een zekere sensualiteit en zelfs erotiek te bespeuren in deze argeloze en spontane lichaamstaal, maar het is absoluut niet de intentie van de kunstenaar om de vrouw op een objectiverende manier weer te geven, integendeel. Zijn kunst en levensvisie zijn doordrongen van een diep respect voor de onderlinge verbondenheid tussen de natuur en het leven, en zijn geabstraheerde vrouwen – die tijdloos en volmaakt zijn – zijn hier symbool van. De uitdrukking van sereniteit die van zijn sculpturen uitstraalt zag hij als een teken van de zuiverste vrouwelijkheid.
Wat dit beeld betreft, bestaat er enige onzekerheid over de precieze datering aangezien De Aarde ook onder andere benamingen tentoongesteld is geweest. De monografie over Grard gaat ervan uit dat het beeld Die Erde van de kunstenaar, dat in München werd tentoongesteld, dezelfde sculptuur betreft omwille van de titel en de afmetingen. Zo wordt de datering geplaatst tussen 1959 en 1960. Op dat moment slaat Grard ook een nieuwe richting in en creëert hij een reeks liggende werken die hem in beslag hielden tot de jaren ’70. De titels verwijzen haast allemaal naar natuurlijke elementen die in zijn visie verwantschap hebben met de houdingen van zijn figuren. In deze ontwikkeling is er ook sprake van een sterkere expressiviteit, wat zich hier uit in een duidelijk reliëf in de uitwerking van het gezicht en de haren. Het lichaamstype dat Grard hier afbeeldt is ook getuige van zijn neiging in deze periode naar slankere, lenigere vormen.

## Materiële aspecten

### Afmetingen
14 x 42,5 x 15 cm; 3,3 kg

### Signaturen
Onderkant (rug). Transcriptie: Grard tirage 1/5

## Provenance
Gekocht door het KMSKA van de kunstenaar in 1962.

## Referentielijst
1. 1 2  Marcel Van Jole en Marie-Anne Gheeraert, Georges Grard – Monografie (Brugge: Stichting Kunstboek, 1995): 239.
2. ↑  Marcel Van Jole en Marie-Anne Gheeraert, Georges Grard – Monografie (Brugge: Stichting Kunstboek, 1995): 139.
3. ↑  Marc Lambrechts, De innerlijke stilte – De animistische tendens in de Belgische sculptuur tot 1940 (Brussel: Kredietbank): 37-45.
4. ↑  Marcel Van Jole en Marie-Anne Gheeraert, Georges Grard – Monografie (Brugge: Stichting Kunstboek, 1995): 126.